# NGC 582
NGC 582 è una galassia a spirale barrata situata nella costellazione del Triangolo, a una distanza di circa 196 milioni di anni luce dalla nostra Via Lattea.

## Scoperta
NGC 582 è stata scoperta il 9 agosto 1863 dall'astronomo prussiano Heinrich d'Arrest.

## Gruppo di NGC 499
NGC 582 fa parte del Gruppo di NGC 499, un raggruppamento di galassie che comprende anche NGC 495, NGC 499, NGC 504, NGC 517 e PGC 5026.